# Simulium almae
Simulium almae es una especie de insecto del género Simulium, familia Simuliidae, orden Diptera.
Fue descrita científicamente por Yankovsky & Koshkimbaev en 1988.